# RBP, zdravotní pojišťovna
RBP, zdravotní pojišťovna (dříve Revírní bratrská pokladna, zkratka RBP-ZP, hovorově Revírní) je česká zdravotní pojišťovna se sídlem v Ostravě-Slezské Ostravě. Pojišťovna zajišťuje zdravotní pojištění, ale také i cestovní pojištění. Dále nabízí Balíčky prevence, bonusové programy, program 90, slevové programy jak pro dospělé, tak i děti a mladistvé a další služby. Vydává i svůj Zpravodaj od roku 1997.
Kód pojišťovny je 213.

## Historie

### Vznik pojišťovny
První písemná zmínka o pojišťovně se datuje kolem roku 1802. Pokladny hornických bratrstev, jak se v té době nazývala, založili horníci pracující v Krušných horách. Hornické pojištění měli stálí havíři, kteří přispívali do pokladny část své mzdy. Když se pak pojištěný zranil nebo onemocněl, dostával podporu podle usnesení členů pokladny. Pokladny platily i pohřby horníků a dary případným vdovám anebo sirotkům.

### Rozmach pojišťovny
Největší rozmach pojišťovny se datuje na konci 30. a na začátku 40. let 19. století, kdy přibývaly hornické bratrské pokladny velkou vlnou. Pojištění spolků horníků bylo však dobrovolné a někteří zaměstnavatelé občas horníkům poskytli dary a velké příspěvky. Nový horní zákon vydaný v roce 1854 nařizoval, aby každý těžař povinně založil bratrskou pokladnu a kde museli být pojištění stálí horníci. Strhávání ze mzdy horníků bylo i nadále. Pokladny měly nyní možnost se spojovat.

### Slučování bratrských pokladen
V roce 1889 kvůli nespokojenosti horníků došlo k přijetí vzorových stanov bratrských pokladen. Nové předpisy nutily bratrské pokladny spojovat a zajistit horníkům stabilitu a životaschopnost hornického pojištění. Zároveň se účetně musely oddělit nemocenské a zaopatřovací pokladny (tj. penzijní pokladny). Zaměstnavatelům vznikla i povinnost přispívat na nemocenské pojištění. Revírní bratrská pokladna v Moravské Ostravě byla zřízena koncem roku 1922. Na počátku počet pojištěnců činil 199 500 členů včetně rodinných příslušníků.

### 2. světová válka a poválečný vývoj
V důsledku německé okupace a po roce 1945 se Revírní bratrská pokladna dostávala do finančních a organizačních problémů. Po osvobození Československa RBP požadovala vrácení majetku zabaveného Třetí říší. Dnem 1. července 1948 se činnost RBP uzavřela a sloučila se do Ústřední národní pojišťovny.

### Od roku 1993 po současnost
Po rozdělení Československa od července 1993 opět zajišťuje zdravotní péči pro své pojištěnce v oblastech severní Moravy, Slezska, Hodonínska a později i střední Moravy. Pojišťovna zajišťuje služby 431 tisícům pojištěncům.

## Aplikace
Aplikace MY213 (dříve MojeRBP) slouží pro pojištěnce a některé služby nabízí i veřejnosti, tedy lidem, kteří mají jinou pojišťovnu. Aplikace je dostupná pro chytré telefony a pro počítače (na webových stránkách pojišťovny).